# امیر حداد (خواننده)
امیر حداد (عبری: עמיר חדד‎؛ زادهٔ ۲۰ ژوئن ۱۹۸۴) یک موسیقی‌دان اهل فرانسه است. وی از سال ۲۰۰۶ میلادی تاکنون مشغول فعالیت بوده‌است. وی نماینده فرانسه در یوروویژن ۲۰۱۶ است.